# Acompocoris alpinus
Acompocoris alpinus är en insektsart som först beskrevs av Reuter 1875.  Acompocoris alpinus ingår i släktet Acompocoris, och familjen näbbskinnbaggar. Arten är reproducerande i Sverige.